# Banksia pteridifolia
Banksia pteridifolia är en tvåhjärtbladig växtart. Banksia pteridifolia ingår i släktet Banksia och familjen Proteaceae.

## Underarter
Arten delas in i följande underarter:
- B. p. inretita
- B. p. pteridifolia
- B. p. vernalis